# Cnemidophorus rodecki
Cnemidophorus rodecki är en ödleart som beskrevs av  Mccoy och MASLIN 1962. Cnemidophorus rodecki ingår i släktet Cnemidophorus och familjen tejuödlor. IUCN kategoriserar arten globalt som nära hotad. Inga underarter finns listade i Catalogue of Life.